# United States Naval Computing Machine Laboratory
Das United States Naval Computing Machine Laboratory (kurz: NCML, deutsch etwa: „Labor für Rechenmaschinen der Kriegsmarine der Vereinigten Staaten“) war während des Zweiten Weltkriegs eine hochgeheime militärische Einrichtung, die sich erfolgreich mit der Entzifferung des verschlüsselten feindlichen Nachrichtenverkehrs der deutschen und der japanischen Kriegsmarine befasste.
Hier wurde die US Navy Cryptanalytic Bombe hergestellt, nach ihrem Entwickler Joseph Desch auch kurz als Desch-Bombe bezeichnet. Sitz des Labors war Gebäude 26 (englisch Building 26) der National Cash Register Company (NCR), eines Herstellers ursprünglich für Registrierkassen, in Dayton (Ohio).

## Geschichte

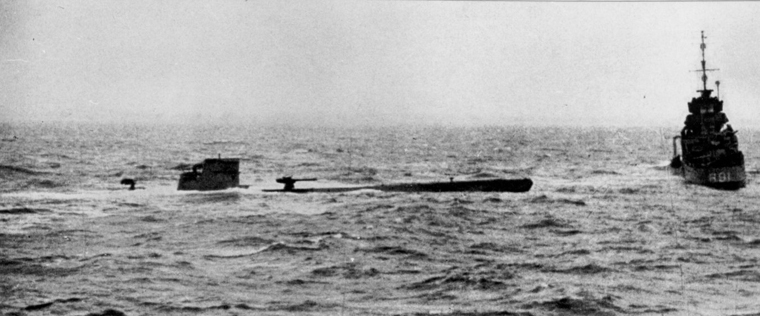
U 110 und HMS Bulldog (9. Mai 1941)

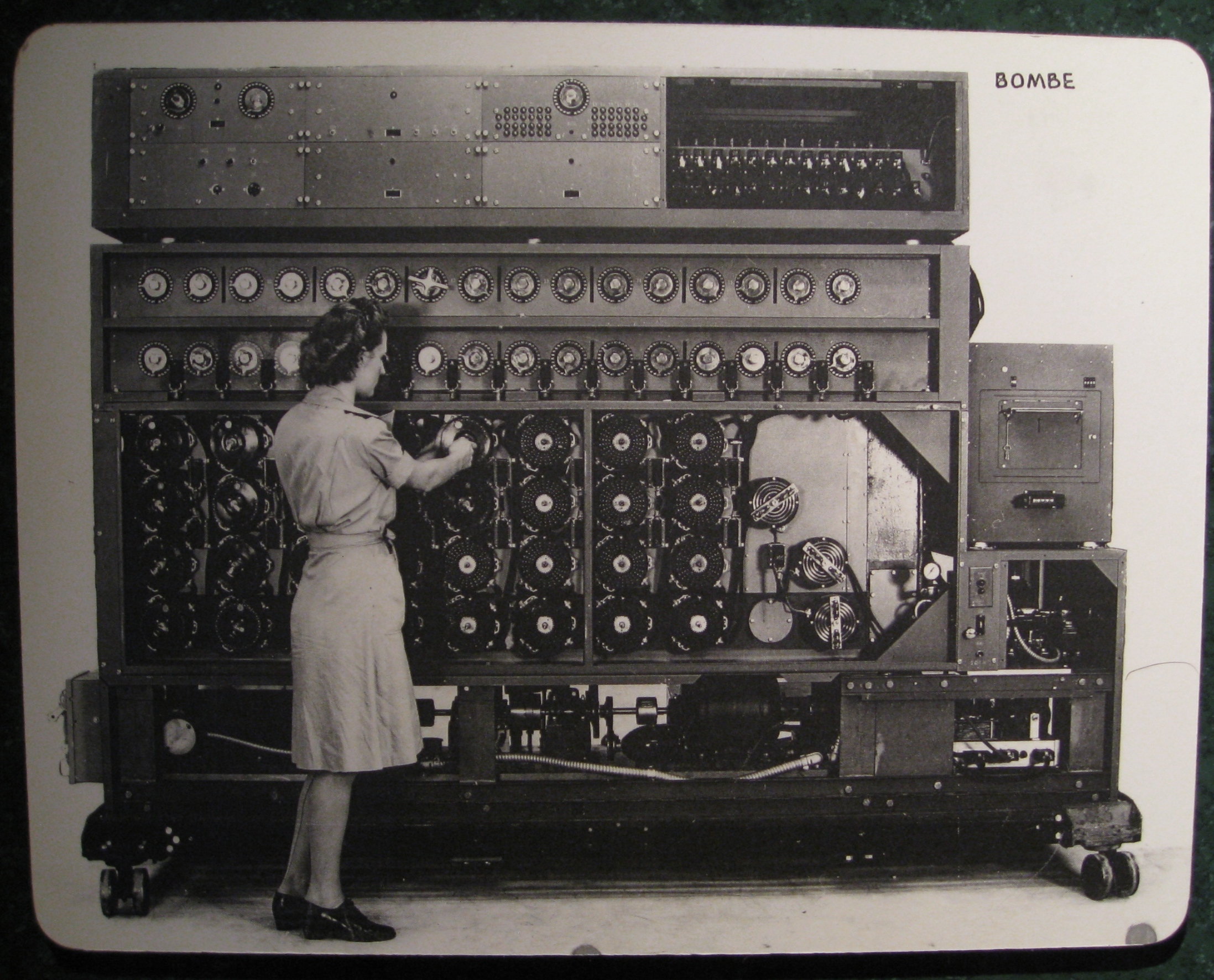
Die amerikanische Hochgeschwindigkeits-Version der Turing-Bombe, genannt Desch-Bombe, hier bedient von einer Wave, erreichte mit bis zu 2000 Umdrehungen pro Minute mehr als die fünfzehnfache Geschwindigkeit ihres britischen Vorbilds und war speziell gegen die Vierwalzen-Enigma gerichtet.

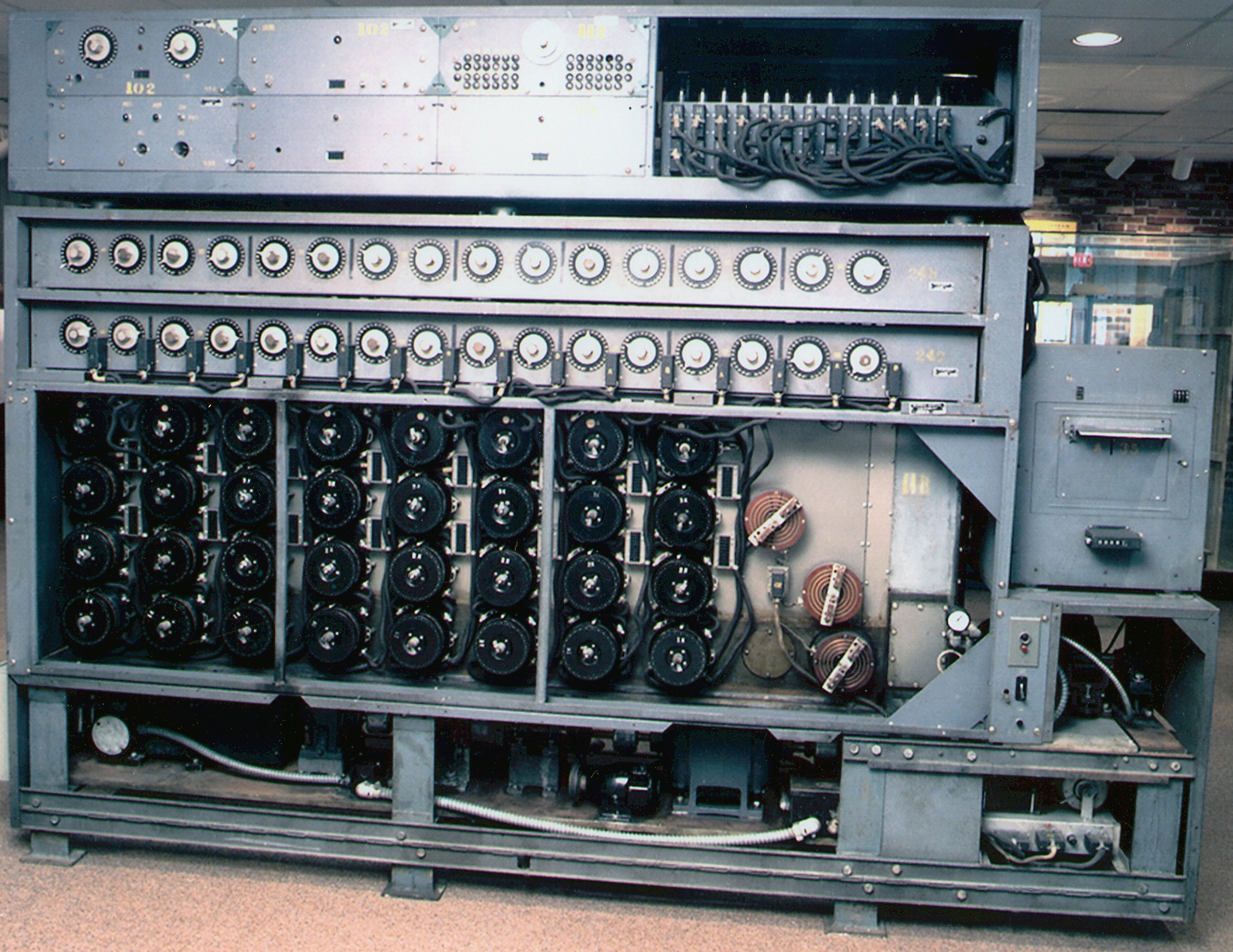
Die Desch-Bombe im National Cryptologic Museum ist die einzige bekannte originale Bombe aus dem Zweiten Weltkrieg.

Von besonderer Bedeutung für die Kriegsanstrengungen der Vereinigten Staaten war, nach der am 11. Dezember 1941 erfolgten Kriegserklärung Deutschlands an die USA, die Bekämpfung der deutschen U‑Boote. Diese operierten hauptsächlich im Nordatlantik auf alliierte Geleitzüge. Im Rahmen der dabei benutzten Rudeltaktik war für die deutsche Kriegsmarine eine abhörsichere Funkverbindung zwischen dem Befehlshaber der U‑Boote (BdU) und „seinen“ Booten essentiell. Dazu wurde ein spezielles Schlüsselnetz „Triton“ eingerichtet und innerhalb dessen bis Ende Januar 1942 die Schlüsselmaschine Enigma-M3 (mit drei Walzen) eingesetzt, die zum 1. Februar 1942 durch die kryptographisch stärkere Enigma-M4 (mit vier Walzen) abgelöst wurde.
Die britischen Verbündeten der USA hatten im englischen Bletchley Park unter dem Decknamen „Ultra“ bereits ab Januar 1940 zunächst die von der deutschen Luftwaffe und kurz darauf auch die vom deutschen Heer mit der Enigma I verschlüsselten Nachrichten entziffert. Nach Kaperung des deutschen U‑Boots U 110 (Bild) und Erbeutung einer intakten M3-Maschine und sämtlicher Geheimdokumente (Codebücher inklusive der entscheidend wichtigen Doppelbuchstabentauschtafeln) durch den britischen Zerstörer Bulldog am 9. Mai 1941 gelang ihnen auch der Einbruch in die Marine-Enigma. Als Hilfsmittel verwendeten sie dazu eine vom britischen Kryptoanalytiker Alan Turing ersonnene und von seinem Landsmann Gordon Welchman verbesserte elektromechanische „Knackmaschine“, die sogenannte Turing-Welchman-Bombe.
Mit Inbetriebnahme der Enigma-M4 im Februar 1942 gab es jedoch eine für die Alliierten schmerzliche Unterbrechung (Black-out), denn der U‑Boot-Funkverkehr konnte nun plötzlich nicht mehr „mitgelesen“ werden. Im Auftrag von Op‑20‑G der US Navy (Office of Chief Of Naval Operations, 20th Division of the Office of Naval Communications, G Section/Communications Security) sollte deshalb umgehend, basierend auf dem britischen Konzept, eine amerikanische Hochgeschwindigkeits-Versionen der Bombe entwickelt werden. Federführend damit beauftragt wurde der damals 34-jährige Joseph Desch (1907–1987), ein in Dayton geborener und aufgewachsener Ingenieur. Ziel war eine Geschwindigkeitssteigerung um den Faktor 26 gegenüber dem britischen Vorbild. Tatsächlich erreichte man etwas mehr als den Faktor fünfzehn. Die realisierte Bombe (Bilder) hatte die Abmessungen eines großen Wohnzimmerschranks; sie war mehr als zwei Meter hoch, drei Meter breit und fast einen Meter tief, bei einem Gewicht von rund 2500 Kilogramm.
Ab April 1943 wurden mehr als 120 Stück dieser Desch-Bombes produziert und die Entzifferung des U‑Boot-Funkverkehrs gelang erneut, nachdem die Briten wichtige Geheimunterlagen erbeutet hatten. 
Zu dieser Zeit umfasste die von Desch geleitete Gruppe des NCML etwa dreißig zivile Mitarbeiter. Dazu kamen hunderte WAVES (Women Accepted for Volunteer Emergency Service), also Frauen, die zum freiwilligen Notdienst bei der US Navy angenommen worden waren. Sie waren etwa einen Kilometer südlich von Building 26 im sogenannten Sugar Camp (deutsch „Zuckerlager“) untergebracht, einem in einem Ahornwald idyllisch gelegenen etwa zwölf Hektar großen Wohnkomplex (39° 44′ N, 84° 11′ W) mit sechzig komfortabel eingerichteten Blockhütten (englisch cabins). Ferner arbeiteten weitere etwa Tausend zivile NCR-Angestellte an der Fertigung der Bombes. Hunderte von männlichen Marinesoldaten bewachten die Einrichtung und ihre Geheimnisse und sorgten für die Sicherheit des Personals.
Unmittelbare Folge der amerikanischen Entzifferungen war, beginnend mit U 463 am 16. Mai 1943, einem U‑Tanker vom Typ XIV („Milchkuh“), bis U 220 am 28. November 1943, einem zur Versorgung eingesetzten Minenleger vom Typ XB, die Versenkung von elf der achtzehn deutschen Versorgungs-U‑Boote innerhalb weniger Monate im Jahr 1943. Dies führte zu einer Schwächung aller Atlantik-U‑Boote, die nun nicht mehr auf See versorgt werden konnten, sondern dazu die lange und gefährliche Heimreise durch die Biskaya zu den U‑Boot-Stützpunkten an der französischen Westküste antreten mussten.

## Späte Würdigung
Im Oktober 2001, beim zweiten Treffen der Veteranen des U.S. Naval Computing Machine Laboratory in Dayton, wurden die ehemaligen Mitarbeiter des Building 26 für ihre herausragenden elektrotechnischen Leistungen, die „…den Verlauf des Zweiten Weltkriegs maßgeblich beeinflusst haben“ (englisch …significantly influenced the course of World War II), mit dem renommierten IEEE-Milestone ausgezeichnet.
Gegen den Protest vieler Angehöriger und Anwohner wurde das altehrwürdige Gebäude 26 schließlich im Januar 2008 abgerissen.